# Distrikt Nueva Arica
Der Distrikt Nueva Arica liegt in der Provinz Chiclayo in der Region Lambayeque im Nordwesten von Peru. Der Distrikt wurde am 25. Januar 1944 gegründet. Er erstreckt sich über eine Fläche von 211 km². Beim Zensus 2017 wurden 2473 Einwohner gezählt. Im Jahr 1993 lag die Einwohnerzahl bei 2662, im Jahr 2007 bei 2420. Sitz der Distriktverwaltung ist die 205 m hoch gelegene Ortschaft Nueva Arica mit 1792 Einwohnern (Stand 2017). Nueva Arica liegt etwa 55 km ostsüdöstlich der Regions- und Provinzhauptstadt Chiclayo. 

## Geographische Lage
Der Distrikt Nueva Arica liegt im Südosten der Provinz Chiclayo. Der Río Zaña und dessen linker Nebenfluss Río de Nanchoc fließen entlang der nördlichen Distriktgrenze nach Westen. Entlang diesen wird bewässerte Landwirtschaft betrieben. Im Süden erheben sich die Ausläufer der Westkordillere.
Der Distrikt Nueva Arica grenzt im Westen an den Distrikt Cayaltí, im Norden an den Distrikt Oyotún, im Osten an den Distrikt Nanchoc (Provinz San Miguel) sowie im Süden an den Distrikt Pacanga (Provinz Chepén).

## Ortschaften
Neben dem Hauptort Nueva Arica gibt es folgende größere Ortschaften im Distrikt:
- Culpón
- La Viña (405 Einwohner)